# Vasa salutorg

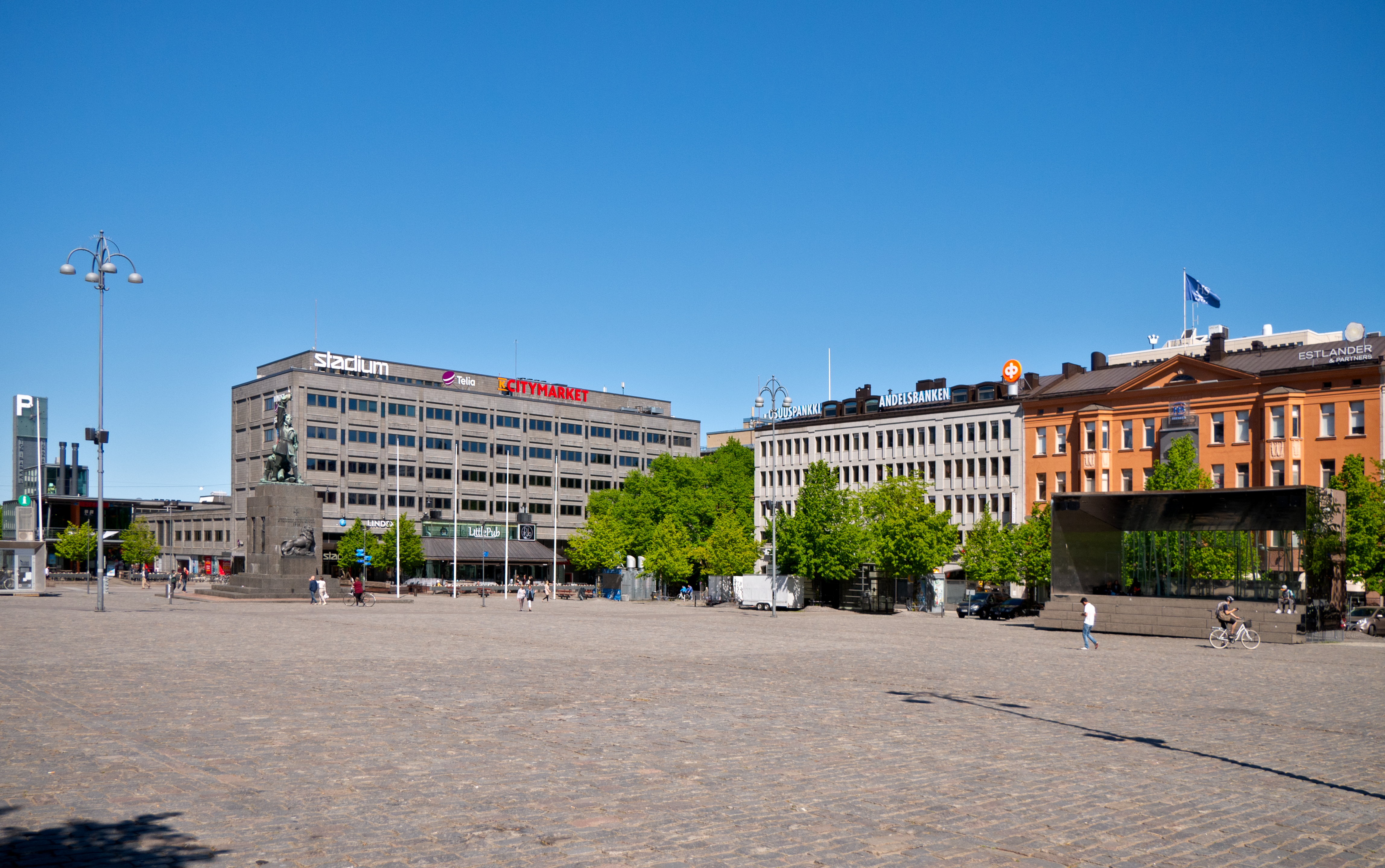
Vasa salutorg i maj 2018.

Vasa salutorg är ett torg i centrum av Vasa i Österbotten. Torget omges av esplanaderna Vasaesplanaden, Hovrättsesplanaden samt Handelsesplanaden, köpcentren Rewell och Espen samt Vasa saluhall, Hartmans affärshus och K-Citymarket.
Nedgrävt under torget finns sedan 1995 en parkeringsanläggning som ursprungligen hade plats för 468 bilar i två våningar och efter en utvidgning som stod färdig 2003 kapacitet för 836 bilar.